# 遠藤雅夫
遠藤 雅夫（えんどう まさお、1947年-）は、日本の作曲家。東京都生まれ。

## 経歴
東京藝術大学卒業、同大学院修了。
管弦楽曲「エカ・スバーラ」が第37回（1968年）日本音楽コンクール作曲部門入選。管弦楽曲から合唱曲まで幅広く手がけ、作品は、全音楽譜出版社、日本作曲家協議会、アカデミア・ミュージック、現代ギター社、マザーグース、キックオフなどから出版されている。
また、音楽書として『調判定を中心とした楽典問題集』（全音楽譜出版社）、『音大入試に役立つ調判定問題集』（全音楽譜出版社）、『ブルクミュラーから始めるまったく新しいリズム練習』（カワイ出版）などがある。
CDには『遠藤雅夫室内楽選集I』（ナミレコード）がある。また、『増永弘昭フルートリサイタルの軌跡』にフルートとピアノのための「光の春」が、東京ギター・カルテットの『青の風景』に、ギターアンサンブルのための「響き・遊び・そして…II」がおさめられている。
現在、東京音楽大学准教授、日本作曲家協議会理事。

## 代表作品

### 管弦楽曲
- 線の迷宮 (2004)
- フリーズIV (2008)

### 合唱曲
- 女声合唱組曲「風のノクテュルヌ」（1974/立原道造）
- 男声合唱曲「転調するラヴ・ソング」（1975/大岡信）
- 混声合唱組曲「在りし日に寄せて」（1975/立原道造）
- 無伴奏男声合唱組曲「今でも…ローセキは魔法の杖」（1978/柴野利彦） - 混声合唱版もある。
- 混声合唱曲「ひとだまひとつ」（1980/谷川俊太郎）
- 「風花」女声合唱とヴィオラ，チェロのための（1981/原篠あき子）
- 男声合唱作品「停滞空間」（1981/服部智恵子）
- 「眼の森」男声合唱のために（1983/多田智満子）
- 混声合唱組曲「幻の村」（1984/谷川俊太郎）
- 男声合唱組曲「秋の瞳」（1984/八木重吉）
- 無伴奏男声合唱組曲「石の焔」（日本原爆詩集より）（1987）
- 男声合唱組曲「光の海」（1991/多田智満子）
- 女声合唱組曲「愛のかたち」（1994/原篠あき子）
- 混声合唱組曲「A･プーシキンの詩による3章」（2003/アレクサンドル・プーシキン作詩・金子幸彦訳）
- 混声合唱曲「ばら」（2003/アレクサンドル・プーシキン作詩・金子幸彦訳）

### マンドリン
- 尺八・マンドリン・ボンゴのための「連星No.1」(1991)
- 2つのマンドリンのための「連星No.2」(1992)
- マンドリンアンサンブルのための「響き・遊び・そして・・・No.3」(1992)
- マンドリン協奏曲「フリック・フレックス・フロー」(1997)
- マンドリンとキーボードのための「線の自画像」(1998)
- マンドリンとギターのための「賛歌No.1」(2000)
- マンドリンアンサンブルのための「二つの眼差し」(2010)

### 現代邦楽
- 舞の楽～締め太鼓とピアノのために(2004)[2]
- 尺八と二十絃箏のための「精神の沐浴I」 (2006)

### 室内楽曲
- 胡弓とヴィオラのための「秋霖」(1992)
- フルート，ビオラ，ハープのための「トリオトロープスII」(1998)
- ビオラとピアノのための「モアレI」(2001)
- ヴィブラフォンとマリンバのための「モジュール第2巻」(2003)
- ピアノ五重奏曲(2004)
- ヴァイオリンとヴィオラのための「デュオ スクロール I」(2005, 改訂 2010)
- チェンバロと打楽器のための「渦まく羽音のしげみ」(2006)
- 「ヴィオラのために」(2011)

### 器楽曲
- オルガンのための「エンデュミオンの肖像」(2007)
- ピアノのための「シックスティ・レッドローズ」(2007)
- ピアノのための「二つの余白」(2007)